# Swangard Stadium
Das Swangard Stadium ist ein Canadian-Football- und Fußballstadion mit Leichtathletikanlage in der kanadischen Stadt Burnaby, Provinz British Columbia.
Das 1969 erbaute Stadion wird hauptsächlich für Fußball- oder Canadian Footballspiele, aber auch für die Leichtathletik genutzt. Außerdem nutzte die kanadische Fußballnationalmannschaft das Stadion mehrmals zur Austragung von Länderspielen.
Bei der Junioren-Fußballweltmeisterschaft 2007 gehörte das Stadion zu den sechs Austragungsorten. Dafür wurde die Kapazität von eigentlich 6.868 Plätzen durch zusätzliche Tribünen auf 10.000 erhöht.
Seinen Namen hat das Stadion nach Erwin Swangard, einem einflussreichen Sportmoderator aus Vancouver.